# Musée d'État d'histoire de Saint-Pétersbourg

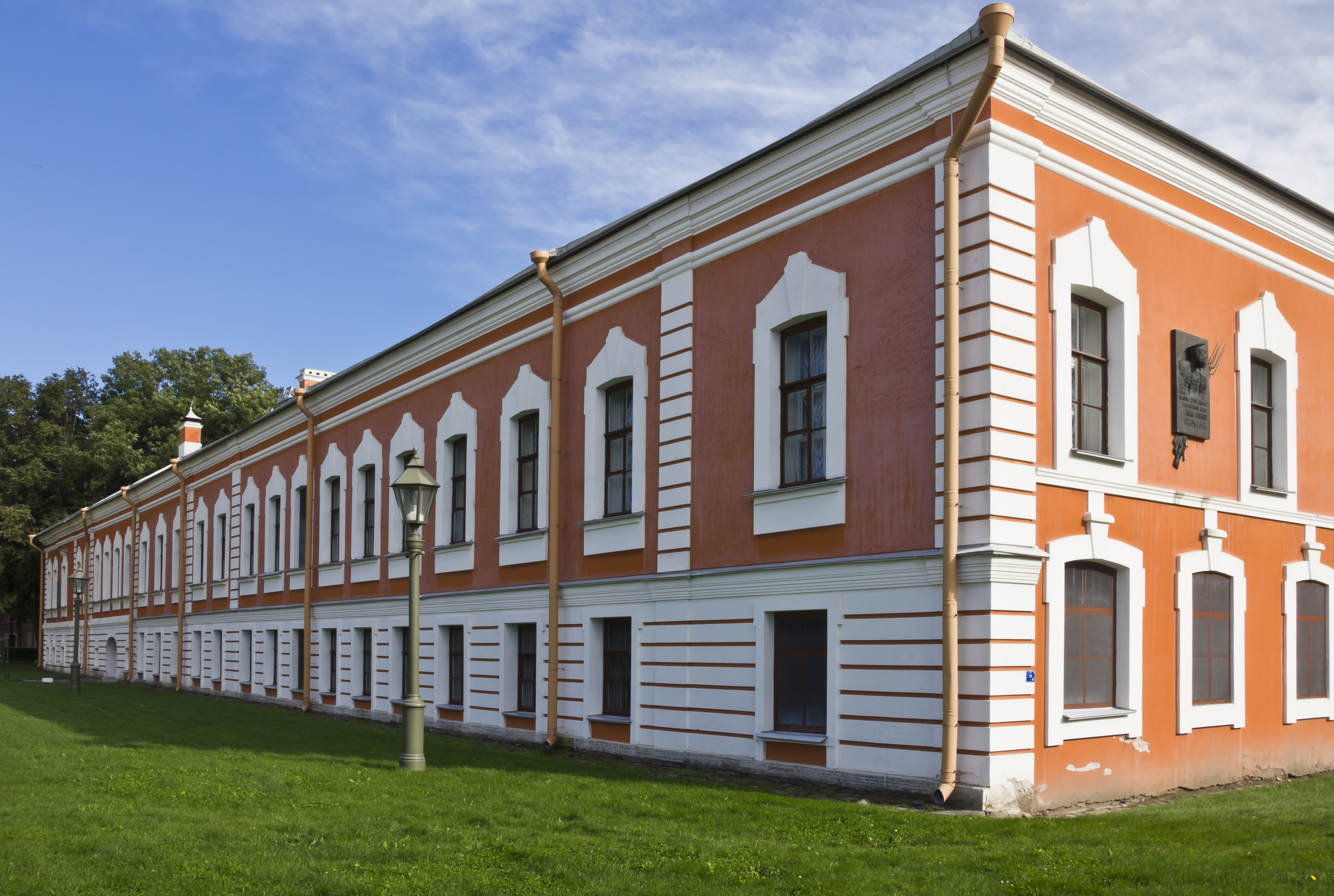
La maison du commandant de la forteresse Pierre et Paul

Le Musée d'État d'histoire de Saint-Pétersbourg (en russe : Государственный музей истории Санкт-Петербурга), connu sous le nom de Musée d'histoire de Leningrad de 1955 à 1991, est un musée de l'histoire de la ville de Saint-Pétersbourg, en Russie. Il est l'un des plus grands musées historiques de Russie, et présente l’histoire, la culture et la vie de trois cents ans de la capitale du Nord.

## Histoire et description
Le siège du musée est situé dans la forteresse Pierre et Paul. Il a été créé en 1938 comme musée d'histoire et de développement de Leningrad. Il succède au musée de la ville et au musée du vieux Saint-Pétersbourg. 
Le musée du Vieux-Pétersbourg a été créé en 1907 par un groupe de connaisseurs renommés d’art, d’artistes, d’architectes et de collectionneurs. Il occupait la maison du comte Suzor. Alexander Benois, qui devint le premier directeur du musée, succédant plus tard à Peter Veiner. Les collections fondatrices comprenaient des documents uniques, des dessins architecturaux, des photographies, des objets d’art, des livres, des artefacts, autrement dit, tout ce qui avait un rapport avec la vie de Saint-Pétersbourg. En 1910, la première exposition de musée a été ouverte au public.
En 1918, le Musée de la Ville, consacré au phénomène de la culture urbaine en général, a été fondé. L’une des missions du musée, parallèlement à la préservation du patrimoine culturel, consistait à développer de nouveaux concepts d’urbanisme. Le Musée du Vieux-Pétersbourg est devenu l’un des départements du Musée de la ville.
Pendant la Seconde Guerre mondiale sur le front de l'Est, le contenu a été transféré à Sarapoul. Les premières expositions historiques complètes ont commencé en 1957, célébrant le 250e anniversaire de Leningrad. Le musée contenait plus d'un million d'objets en 2002, dont la collection de documents d'architectes, de photos et de plans de Saint-Pétersbourg des XVIIIe et XXe siècles.

## Voir également
- Liste des musées de Saint-Pétersbourg